# Super Bowl XLVIII
Super Bowl XLVIII var den 48:e Super Bowl genom tiderna och den 44:e finalmatchen i National Football League. Matchen spelades den 2 februari 2014 på MetLife Stadium i New Jersey mellan Seattle Seahawks och Denver Broncos. Seattle Seahawks besegrade Denver Broncos med 43-8. Seattle Seahawks har spelat en gång tidigare men aldrig vunnit och för Denver Broncos var det sjunde gången i Super Bowl, som de vunnit två gånger.
Seattle Seahawks tog de första poängen i matchen efter bara tolv sekunder vilket är den snabbast vunna poängen i Super Bowl. Det skedde efter att försvarande laget Seattle Seahawks fick två poäng för en så kallad Safety på Denver Broncos första försök. Det vill säga de lyckades tackla en bollhållande Denver Broncosspelare i Denvers Broncos målområde.
Det var första gången Super Bowl spelades på en utomhusarena i ett område med kallt väder. och första gången matchen avgjordes på en utomhusarena med konstgräs.
Matchen fick snabbt smeknamnet "Bong Bowl" och liknande på temat marijuanarökning. Detta för att lagen kommer från delstaterna Washington respektive Colorado som var de första som legaliserade marijuanarökning som rekreation.

## Underhållning

### Före match
Underhållningen inför matchen inleds med uppträdande av musikkårerna Rutgers Scarlet Knights och Syracuse University. Sedan framför Queen Latifah America the Beautiful tillsammans med ungdomskören New Jersey Youth Chorus.
Förenta staternas nationalsång framförs sedan av Renée Fleming.  Fleming är den första operasångerska som uppträder under ett Super Bowlarrangemang.När sången förklingar, kommer en eskader om nio helikoptrar, tre Black Hawk arméhelikoptrar, tre Apache attackhelikoptrar och tre transporthelikoptrar av typen Chinook att formationsflyga över stadion i plogform .

### Halvtidsunderhållning
Den 8 september 2013 tillkännagavs att artisten Bruno Mars hade bokats för pausunderhållningen. Den 10 januari 2014 meddelade ligan att även Red Hot Chili Peppers kommer ansluta i uppträdandet.
I förstone förekom påståenden om att uppträdandet var beroende av väderleken, att pausunderhållningen exempelvis vid snöstorm skulle kunna ställas in. Att den direktsända underhållningen skulle ersättas av ett förinspelat inslag dementerades av företrädare för NFL, som vill undvika att konkurrerade tv-kanaler skulle stjäla tv-tittarnas uppmärksamhet med konkurrerande sändningar.